# پوناووری
پوناووئوری (سوئدی: Rödbergen) یک محله در مرکز هلسینکی، پایتخت فنلاند است.
نام پوناووئوری به صخره‌های قرمز رنگی گفته می‌شود که بین ۲ خیابان سِپَنکاتو و پوناووئورِنکاتو واقع شده‌اند. این صخره‌ها تا اواخر سده ۱۹ قابل مشاهده بودند.
در هلسینکی قدیم، پوناووئوری به‌طور سنتی یک محله کارگرنشین بود، امروزه به عنوان یک منطقه بوهمی معروف در میان هنرمندان، دانشجویان و روشنفکرها شناخته می‌شود. پوناووئوری یکی از پرجمعیت‌ترین مناطق فنلاند است.
پس از رشد هلسینکی در قرن هجدهم، پوناووئوری به منطقه ای در کنار پایتخت تبدیل شد. از جنگ جهانی دوم به بعد، این منطقه روند نوسازی را طی کرد. امروز پوناووئوری محلی معروف دارای فروشگاه‌ها و بارهای کوچک شیک، کلوپ‌های شبانه و رستوران‌ها است. در مجموع پوناووئوری از ۱۳ خیابان تشکیل شده و مساحت کل آن حدود ۴۲ هکتار است.
موزه هنر سینبریکف و کلیسای میکائیل آگریکولا در این محله واقع شده‌است.

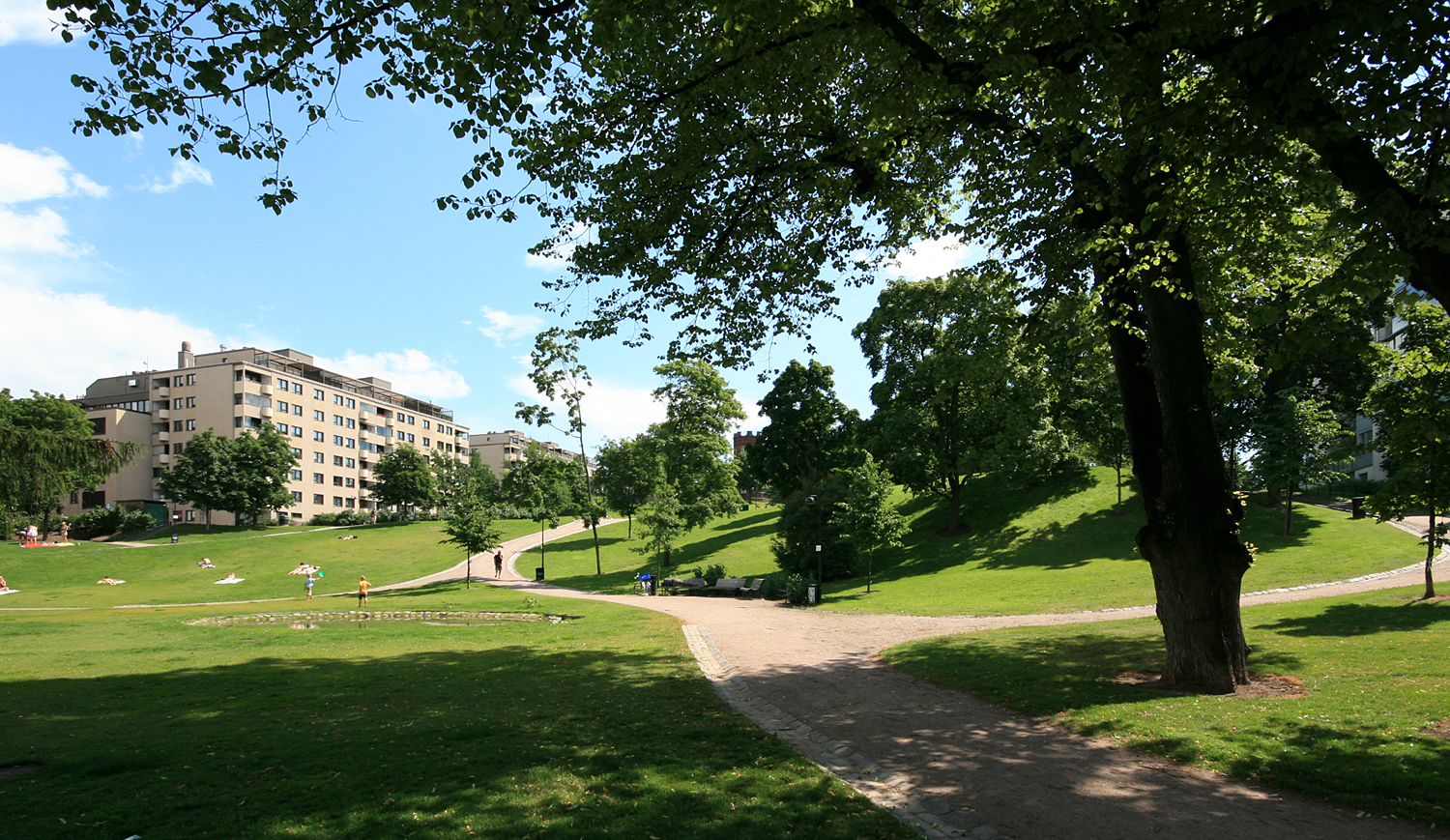
موزه هنر سینبریکف، پوناووئوری، هلسینکی.